# Duc de Buccleuch
Le titre de duc de Buccleuch fut créé en pairie d'Écosse le 20 avril 1663 pour le duc de Monmouth, fils illégitime de Charles II d'Angleterre, qui est marié à Anne Scott, quatrième comtesse de Buccleuch.
Anne est créée duchesse avec son mari, de manière que le titre demeure après l'exécution de Monmouth en 1685. Il passe à ses descendants, qui seront successivement baptisés Scott, Montagu-Scott, Montagu-Douglas-Scott et de nouveau Scott. En 1810, le troisième duc de Buccleuch hérite du duché de Queensberry (en), ainsi que de la pairie d'Écosse, séparant de ce fait ce titre du marquisat de Queensberry. Ainsi, son possesseur est l'un des cinq détenteurs de deux duchés ou plus, les autres étant le duc de Cornouailles, Rothesay et de Cambridge, le duc d'Hamilton et de Brandon, le duc d'Argyll (qui possède deux duchés appelés Argyll), et le duc de Richmond, Lennox et Gordon.
Les titres subsidiaires associés du duc de Buccleuch sont : comte de Buccleuch (1619), comte de Dalkeith (1663), Lord Scott de Buccleuch (1606) et Lord Scott de Whitchester et d'Eskdaill (1619) (tous dans la pairie d'Écosse). Le duc possède aussi les deux titres subsidiaires du duc de Monmouth, à savoir comte de Doncaster (1663) et baron Scott de Tindale (1663) (tous les deux dans la pairie d'Angleterre), et plusieurs titres subsidiaires liés au duché de Queensberry, à savoir marquis de Dumfriesshire (1683), comte de Drumlanrig et de Sanquhar (1682), vicomte de Nith, Tortholwald et Ross (1682) et Lord Douglas de Kilmount, Middlebie et Dornock(1682) (tous dans la pairie d'Écosse). Le comté de Doncaster et la baronnie de Scott de Tindale ont été confisqués à l'époque de l'exécution du premier duc, mais les titres sont restaurés pour le deuxième duc de Buccleuch en 1742.
Le titre employé pour désigner le fils aîné du duc est comte de Dalkeith ; le fils aîné de Lord Dalkeith est Lord Eskdaill.
Le duc de Buccleuch est le plus grand propriétaire terrien du Royaume-Uni et le président du groupe Buccleuch, une holding avec des intérêts dans la propriété commerciale, les affaires rurales, la nourriture et les boissons. Le titre vient à l'origine d'une exploitation dans la frontière écossaise, près de Selkirk.
Les sièges de la famille sont Bowhill (en), à l'extérieur de Selkirk, représentant la branche écossaise ; le château de Drumlanrig dans le comté de Dumfries et Galloway, représentant la branche des Douglas ; et Boughton House dans le Northamptonshire, en Angleterre, représentant la branche des Montagu. Ces trois demeures sont toujours habitées par la famille et sont ouvertes au public. La famille a possédé également Dalkeith Palace dans le Midlothian, ainsi que plusieurs autres demeures et châteaux dans le passé. Sa résidence historique à Londres est Montagu House (en), à Whitehall.

## Lords Scott de Buccleuch (1606)

Armes des Scott

- Walter Scott, 1er Lord Scott de Buccleuch (1565-1611)
- Walter Scott, 2e Lord Scott de Buccleuch (mort en 1633) (devenu comte de Buccleuch en 1619)

## Comtes de Buccleuch (1619)
- Walter Scott, 1er comte de Buccleuch (mort en 1633)
- Francis Scott, 2e comte de Buccleuch (1626-1651)
- Mary Scott, 3e comtesse de Buccleuch (1647-1661)
- Anne Scott, 4e comtesse de Buccleuch (1651-1732) (devenue duchesse de Buccleuch en 1663)

## Ducs de Buccleuch, première création (1663)

Armes de James Scott, 1er duc de Monmouth

- James Scott, 1er duc de Monmouth et Buccleuch (1649-1685) (exécuté pour haute trahison)

## Ducs de Buccleuch, seconde création (1663)
- Anne Scott, 1re duchesse de Buccleuch (1651-1732)
- Francis Scott, 2e duc de Buccleuch (1695-1751)
- Henry Scott, 3e duc de Buccleuch, 5e duc de Queensberry (1746-1812)

Armes de Charles William Henry Montagu-Scott, 4e duc de Buccleuch

- Charles Montagu-Scott, 4e duc de Buccleuch, 6e duc de Queensberry (1772-1819)

Armes de Walter Montagu-Douglas-Scott, 5e duc de Buccleuch

- Walter Montagu-Douglas-Scott, 5e duc de Buccleuch, 7e duc de Queensberry (1806-1884)
- William Montagu-Douglas-Scott, 6e duc de Buccleuch, 8e duc de Queensberry (1831-1914)
- John Charles Montagu-Douglas-Scott, 7e duc de Buccleuch, 9e duc de Queensberry (1864-1935)
- Walter John Montagu-Douglas-Scott, 8e duc de Buccleuch, 10e duc de Queensberry (1894-1973)
- Walter Francis John Scott, 9e duc de Buccleuch, 11e duc de Queensberry (1923-2007)
- Richard Scott, 10e duc de Buccleuch, 12e duc de Queensberry (né le 14 février 1954)
- Héritier apparent : Walter John Francis Scott, comte de Dalkeith (né le 2 août 1984)
- Deuxième héritier apparent : Willoughby Ralph Montagu Scott, lord Eskdaill (né en 2016)

## Collection
Les ducs de Buccleuch sont réputés pour leur collection de meubles français de l'époque de Louis XIV. Le 10e duc, Richard, indique dans sa préface de l'ouvrage de Calin Demetrescu, Les Ébénistes de la Couronne sous le règne de Louis XIV, que ce tropisme leur vient de leur ancêtre Ralp Montagu, qui avait été ambassadeur d'Angleterre auprès du Roi-Soleil. Leur collection de meubles de cette époque est répartie principalement entre les châteaux de Drumlanrig, Bowhill et Boughton.
Parmi les meubles les plus remarquables, on trouve à Drumlanrig deux cabinets d'André-Charles Boulle et un régulateur de Charles Cressent, à Bowhill deux petites tables en console au dessin très original d'André-Charles Boulle provenant de la Ménagerie de Versailles, et à Boughton un régulateur de Boulle aux armes de Ralph Montagu, un cabinet en première partie aux armes de l'archevêque de Toulouse et plusieurs coffres sur piètement, également de Boulle, ainsi qu'un bureau brisé de Pierre Gole.
Le fleuron de leur collection de peintures est la Vierge aux fuseaux, ou Madone Buccleuch, de Léonard de Vinci, une des deux versions considérées comme autographes, en dépôt à la National Gallery of Scotland à Édimbourg. A Drumlanrig, on peut voir une Vieille Femme lisant, de Rembrandt. A Boughton, ils exposent une version fort sombre de l'Adoration des Bergers, du Greco et une série de grisailles de van Dyck. A Bowhill, on peut voir un grand Canaletto de la série des vues de Londres. Les portraits de famille par Gainsborough et Reynolds sont équitablement répartis entre les trois châteaux.